# Rivière Épiphane
Rivière Épiphane är ett vattendrag i Kanada.   Det ligger i provinsen Québec, i den östra delen av landet, 500 km nordost om huvudstaden Ottawa.
I omgivningarna runt Rivière Épiphane växer i huvudsak blandskog. Trakten runt Rivière Épiphane är nära nog obefolkad, med mindre än två invånare per kvadratkilometer.